# 47e session du Comité du patrimoine mondial
La 47e session du Comité du patrimoine mondial se tient du 6 au 16 juillet 2025 à Paris, en France.

## Liste

### Statistiques
La 47e session conduit à l'inscription de 26 nouveaux biens (21 culturels, 4 naturels et un mixte), ainsi qu'à l'extension de deux biens déjà inscrits. Trois biens quittent la liste du patrimoine en péril.

### Inscriptions
Les biens suivants sont inscrits au patrimoine mondial.
| Id.  | Bien                                                                                            | Pays                | Superficie (ha) | Critères et notes | Coordonnées | Illus. |
| ---- | ----------------------------------------------------------------------------------------------- | ------------------- | --------------- | --- | --- | ------ |
| 1726 | Les châteaux du roi Louis II de Bavière : Neuschwanstein, Linderhof, Schachen et Herrenchiemsee | Allemagne           | 75,875          | Culturel, (iv) Bien sériel correspondant à chacun des quatre édifices. | 47° 33′ 29″ N, 10° 45′ 00″ E 47° 34′ 12″ N, 10° 57′ 29″ E 47° 25′ 12″ N, 11° 06′ 47″ E 47° 51′ 40″ N, 12° 23′ 53″ E                                                           |        |
| 1709 | Paysage culturel de Murujuga                                                                    | Australie           | 99,881          | Culturel, (i), (iii), (v) | 20° 33′ 54″ S, 116° 40′ 08″ E |        |
| 1747 | Parc national des Cavernas do Peruaçu (pt)                                                      | Brésil              | 38 003          | Naturel, (vii), (viii) | 15° 04′ 59″ S, 44° 15′ 00″ O |        |
| 1748 | Sites mémoriels du Cambodge : des centres de répression devenus lieux de paix et de réflexion   | Cambodge            | 3,9             | Culturel, (vi) Trois sites distincts : ancienne prison M-13, Tuol Sleng et Choeung Ek.                                                                                       | 11° 46′ 12″ N, 104° 23′ 06″ E 11° 32′ 56″ N, 104° 55′ 05″ E 11° 29′ 02″ N, 104° 54′ 07″ E                                                                                     |        |
| 1745 | Paysage Culturel Diy-Gid-Biy des Monts Mandara                                                  | Cameroun            | 2 500           | Culturel, (iii) | 10° 54′ 11″ N, 13° 47′ 46″ E |        |
| 1736 | Tombes impériales des Xixia                                                                     | Chine               | 3 899           | Culturel, (ii), (iii) | 38° 26′ 06″ N, 105° 59′ 13″ E |        |
| 1642 | Mont Kumgang – mont du Diamant de la mer                                                        | Corée du Nord       | 19 827,86       | Mixte, (iii), (vii) | 38° 37′ 01″ N, 126° 04′ 01″ E |        |
| 1740 | Pétroglyphes le long de la rivière Bangucheon                                                   | Corée du Sud        | 43,69           | Culturel, (i), (iii) | 35° 36′ 29″ N, 129° 10′ 26″ E |        |
| 1728 | Møns Klint                                                                                      | Danemark            | 4 123           | Naturel, (viii) | 54° 59′ 03″ N, 12° 32′ 37″ E |        |
| 1735 | Paléo-paysage de Faya                                                                           | Émirats arabes unis | 29,085          | Culturel, (iii), (iv) | 25° 04′ 59″ N, 55° 48′ 25″ E |        |
| 1725 | Mégalithes de Carnac et des rives du Morbihan                                                   | France              | 19 598          | Culturel, (i), (iv) Comprend quatre sites distincts : alignements de Carnac, presqu'île de Quiberon, confluent des rivières du Bono et d'Auray, et est du golfe du Morbihan. | 47° 35′ 35″ N, 3° 04′ 48″ O |        |
| 1733 | Centres palatiaux minoens                                                                       | Grèce               | 29,512          | Culturel, (ii), (iii), (iv), (vi) 6 sites : Cnossos, Phaistos, Malia, Zakros, Zominthos (en) et Cydonia                                                                      | 35° 17′ 53″ N, 25° 09′ 47″ E 35° 03′ 04″ N, 24° 48′ 50″ E 35° 17′ 38″ N, 25° 29′ 28″ E 35° 05′ 53″ N, 26° 15′ 40″ E 35° 14′ 56″ N, 24° 53′ 13″ E 35° 31′ 01″ N, 24° 01′ 12″ E |        |
| 1431 | Écosystèmes côtiers et marins de l'Archipel des Bijagós - Omatí Minhô                           | Guinée-Bissau       | 394 067,28      | Naturel, (ix), (x) | 12° 00′ N, 15° 30′ O |        |
| 1739 | Paysages militaires marathes de l'Inde                                                          | Inde                | 1 577,63        | Culturel, (iv), (vi) 12 forts. | 20° 43′ 19″ N, 73° 56′ 31″ E |        |
| 1744 | Les sites préhistoriques de la vallée de Khorramabad                                            | Iran                | 394,46          | Culturel, (iii) 6 sites. | 33° 29′ 31″ N, 48° 20′ 46″ E |        |
| 1730 | Tradition funéraire dans la Sardaigne préhistorique – Les domus de janas                        | Italie              | 394,46          | Culturel, (iii) 27 sites distincts. | 40° 05′ 06″ N, 8° 57′ 04″ E |        |
| 1595 | L'ensemble archéologique de Port Royal au XVIIe siècle                                          | Jamaïque            | 27              | Culturel, (iv), (vi) | 17° 56′ 20″ N, 76° 50′ 35″ O |        |
| 1734 | Parc forestier de l'Institut de recherche forestière de Malaisie (en) au Selangor               | Malaisie            | 589             | Culturel, (ii), (v) | 3° 13′ 44″ N, 101° 37′ 37″ E |        |
| 1201 | Paysage culturel du Mont Mulanje                                                                | Malawi              | 89 549          | Culturel, (iii), (vi) | 15° 57′ 00″ S, 35° 35′ 38″ E |        |
| 1704 | Route de Wixárika à travers les sites sacrés jusqu'à Wirikuta (Tatehuarí Huajuyé)               | Mexique             | 135 420,64      | Culturel, (iii), (vi) 20 sites distincts. | 22° 35′ 53″ N, 103° 16′ 48″ O |        |
| 1582 | La route transisthmique coloniale du Panamá                                                     | Panama              | 689,88          | Culturel, (ii), (iv) 6 sites distincts. | 9° 19′ 23″ N, 80° 00′ 00″ O |        |
| 1743 | Peintures pariétales de la grotte de Shulgan-Tash                                               | Russie              | 288,5           | Culturel, (iii) | 53° 02′ 38″ N, 57° 03′ 50″ E |        |
| 6589 | Complexe Gola-Tiwai (en)                                                                        | Sierra Leone        | 71 202,7        | Naturel, (ix), (x) | 7° 39′ N, 10° 54′ O |        |
| 1627 | Sites du patrimoine culturel du Khuttal ancien                                                  | Tadjikistan         | 152,409         | Culturel, (ii), (iii) 11 sites. | 37° 47′ 53″ N, 68° 51′ 14″ E |        |
| 1731 | Sardes et les tumuli lydiens de Bin Tepe (en)                                                   | Turquie             | 9 244           | Culturel, (iii) | 38° 29′ 17″ N, 28° 02′ 24″ E |        |
| 1732 | Ensemble de monuments et de paysages de Yen Tu (vi)-Vinh Nghiem (en)-Con Son, Kiep Bac (vi)     | Vietnam             | 525,748         | Culturel, (iii), (vi) Bien sériel comprenant douze sites bouddhistes. | 21° 07′ 08″ N, 106° 32′ 06″ E |        |

### Extensions
Les sites suivants font l'objet d'une extension significative.
| Id. | Bien                                                                   | Pays                       | Superficie (ha) | Critères et notes | Coordonnées                   | Illus. |
| --- | ---------------------------------------------------------------------- | -------------------------- | --------------- | --- | ----------------------------- | ------ |
| 914 | Parc de la zone humide d'iSimangaliso - Parc national de Maputo        | Afrique du Sud, Mozambique | 397 471         | Naturel, (vii), (ix), (x) La partie sud-africaine est inscrite en 1999 ; le bien est étendu à la partie mozambicaine en 2025 et renommé en conséquence. | 26° 32′ 53″ S, 32° 46′ 34″ E  |        |
| 951 | Parc national de Phong Nha-Ke Bang et Parc national de Hin Nam No (en) | Laos, Vietnam              | 217 447         | Naturel, (viii), (ix), (x) La partie vietnamienne est inscrite en 2003 ; l'extension de 2025 concerne la partie laotienne du bien.                      | 17° 23′ 38″ N, 105° 53′ 13″ E |        |

### Patrimoine en péril
En 2025, aucune bien n'est inscrit sur la  liste du patrimoine mondial en péril. Par contre, trois biens la quittent :
| Id.  | Bien                           | Pays       | Critères et notes | Coordonnées                  | Illus. |
| ---- | ------------------------------ | ---------- | --- | ---------------------------- | ------ |
| 90   | Abou Mena                      | Égypte     | Culturel Inscrit en 1979, le bien est placé sur la liste du patrimoine en péril en 2001 à cause de la montée du niveau de la nappe phréatique. Des travaux d'assèchement permettent de retirer le bien de la liste en 2025. | 30° 50′ 28″ N, 29° 39′ 47″ E |        |
| 362  | Ancienne ville de Ghadamès     | Libye      | Culturel Inscrit en 1986, Guadamès était en péril depuis 2016 à la suite de la deuxième guerre civile libyenne. Des travaux de restauration permettent de retirer le bien de la liste en 2025.                              | 30° 08′ N, 9° 30′ E          |        |
| 1257 | Forêts humides de l'Atsinanana | Madagascar | Naturel Inscrit en 2007, le bien était en péril depuis 2010 à cause de l'exploitation illégale des forêts. En 2025, le Comité estime que Madagascar a pris des mesures suffisantes pour faire cesser le trafic.             | 14° 27′ 36″ S, 49° 42′ 07″ E |        |

### Propositions non-retenues
Les biens suivants, proposés pour examen lors de cette session, n'ont pas conduit à une inscription. Aucune proposition n'est définitivement rejetée : leur examen est simplement repoussé à une date ultérieure, après révision.
| Id.  | Bien                                                                               | Pays     | Critères et notes | Coordonnées | Illus. |
| ---- | ---------------------------------------------------------------------------------- | -------- | --- | --- | ------ |
| 5946 | Steppes de Mongolie orientale                                                      | Mongolie | Naturel, (ix), (x) L'examen de la proposition d'inscription est différée, le Comité demandant à la Mongolie de révoquer les concessions minières à l'intérieur du bien, et de réviser et étoffer sa proposition. Le bien aurait été constitué de cinq zones protégées distinctes. | 46° 30′ 58″ N, 116° 57′ 54″ E 48° 15′ 29″ N, 112° 49′ 19″ E 47° 16′ 05″ N, 113° 07′ 37″ E 47° 22′ 41″ N, 113° 59′ 56″ E 49° 01′ 52″ N, 114° 37′ 30″ E |        |
| 5257 | Tilaurakot (en)-Kapilavastu, les vestiges archéologiques de l'ancien royaume Sakya | Népal    | Culturel, (iii), (iv), (vi) Examen différé pour permettre au Népal de mieux justifier les critères d'inscription et de reproposer le site comme extension du bien de Lumbini. | 27° 35′ N, 83° 05′ E |        |
| 6431 | Gdynia. Un centre-ville du début du modernisme                                     | Pologne  | Culturel, (ii), (iv), (v) Proposition renvoyée à la Pologne pour redéfinir les limites du bien. | 54° 30′ N, 18° 33′ E |        |
| 6224 | Œuvre architecturale d'Álvaro Siza : un héritage du contextualisme moderne         | Portugal | Culturel, (i), (ii), (iv) Examen différé afin de réduire le nombre d'éléments proposés. | 38° 29′ 10″ N, 8° 53′ 06″ O |        |